# Marietta Himmelbaur
Marietta Himmelbaur, geb. Brunetti (* 9. Mai 1858 in Porto Ré in Kroatien; † 4. Mai 1934 Techendorf am Weißensee) war eine kroatisch-österreichische Pädagogin und Schulgründerin.
Himmelbauer absolvierte die Lehrerbildungsanstalt in Graz. Speziell an Fragen der Frauenbildung interessiert, wirkte sie intensiv am Aufbau des Vereins „Selbsthilfe“ mit. Als Präsidentin des Vereins gestaltete sie dessen Handarbeitsschule in Wien um, die eine der ältesten Fachschulen der Hauptstadt war. Sie wurde Leiterin dieser Schule und es gelang ihr die Übernahme der Anstalt durch die Stadt Wien. Nach 25-jähriger Tätigkeit trat sie 1934 in den Ruhestand. Sie wurde am Wiener Zentralfriedhof bestattet.
Im Jahr 1885 heiratete Marietta Brunetti den Volksbildner Isidor Himmelbaur, den späteren Leiter der Wiener Universitätsbibliothek. Sie ist Mutter des Botanikers Wolfgang Himmelbaur.